# HD 214690
HD 214690，又名CD-3118920，SAO 214000、HR 8623，是一颗恒星，视星等为5.87，位于銀經18.02，銀緯-61.2，其B1900.0坐标为赤經22h 34m 47.6s，赤緯-31° -61.2′ 28″。